# 아가판서스속
아가판서스속(agapanthus屬, 학명: Agapanthus 아가판투스[*])은 수선화과의 단형 아과인 아가판서스아과(agapanthus亞科, 학명: Agapanthoideae 아가판토이데아이[*])에 속하는 유일한 속이다. 주로 여름에 개화하는 꽃식물 속의 일종으로, 어떻게 분류하느냐에 따라 6종에서부터 10종까지를 포함한다.
모두 남아프리카가 원산지인 다년생 초본식물이다. 과거에는 이 속을 부추아과에 분류했으나, 현재 Indices Nominum Supragenericorum Plantarum Vascularium 등에서는 별도의 아과로 분류하고 있다.
이 속을 구성하는 종들은 꽃이 깔때기 모양을 하고 있으며, 흰 꽃잎에 파란색의 다양한 색조를 띤다. 더 많은 색을 얻기 위해 재배 중인 종에서 잡종 교배가 이루어지고 있다. 꽃은 꽃자루라 불리는, 길고 곧은 줄기에 취산꽃차례 형태로 많은 꽃잎이 달려 있으며, 줄기는 1 m까지 자란다. 뿌리잎은 굽어 있고 피침형이며 60 cm에 이른다.
2003년 Zonneveld와 Duncan은 아가판서스속을 6종(A. africanus, A. campanulatus, A. caulescens, A. coddii, A. inapertus, A. praecox)으로 분류하였다. 레이톤(Leighton, 1965년)은 4종(A. comptonii, A. dyeri, A. nutans, A. walshii)을 더 인식했다.
아프리카아가판서스(Agapanthus africanus)는 미국 농무부(USDA) 식물 한계 지역 9~11 내에서 재배 가능하다. 낮은 번호의 지역에서는 구근을 땅 속 깊이 심어야 하고, 가을에는 짚을 잘 깔아 덮어 주어야 한다. 아가판서스속(Agapanthus) 식물은 알뿌리 또는 씨앗을 나누거나 잘라 번식시킬 수 있으며, 변종의 씨앗은 대부분 많이 달린다.
수백 종의 변종과 잡종이 정원식물과 조경용으로 재배된다. 일부 종은 미국 농무성 한계 지역 7로서 겨울에도 생장 가능하다.

## 하위 분류
- 숙은아가판서스(A. inapertus Beauverd)
  - 홀런드숙은아가판서스(A. i. subsp. hollandii (F.M.Leight.) F.M.Leight.)
  - A. i. subsp. intermedius F.M.Leight.
  - A. i. subsp. parviflorus F.M.Leight.
  - A. i. subsp. pendulus (L.Bolus) F.M.Leight.
- 아프리카아가판서스(A. africanus (L.) Hoffmanns.)
- 올된아가판서스(A. praecox Willd.)
  - 나팔아가판서스(A. p. subsp. minimus (Lindl.) F.M.Leight.)
  - 오리엔탈리스아가판서스(A. p. subsp. orientalis (F.M.Leight.) F.M.Leight.)
- 종꽃아가판서스(A. campanulatus F.M.Leight.)
- 코드아가판서스(A. coddii F.M.Leight.)
- A. caulescens Spreng.
  - 좁은잎아가판서스(A. c. subsp. angustifolius F.M.Leight.)
  - A. c. subsp. gracilis (F.M.Leight.) F.M.Leight.
- A. walshii L.Bolus